# Kernfahrbahn

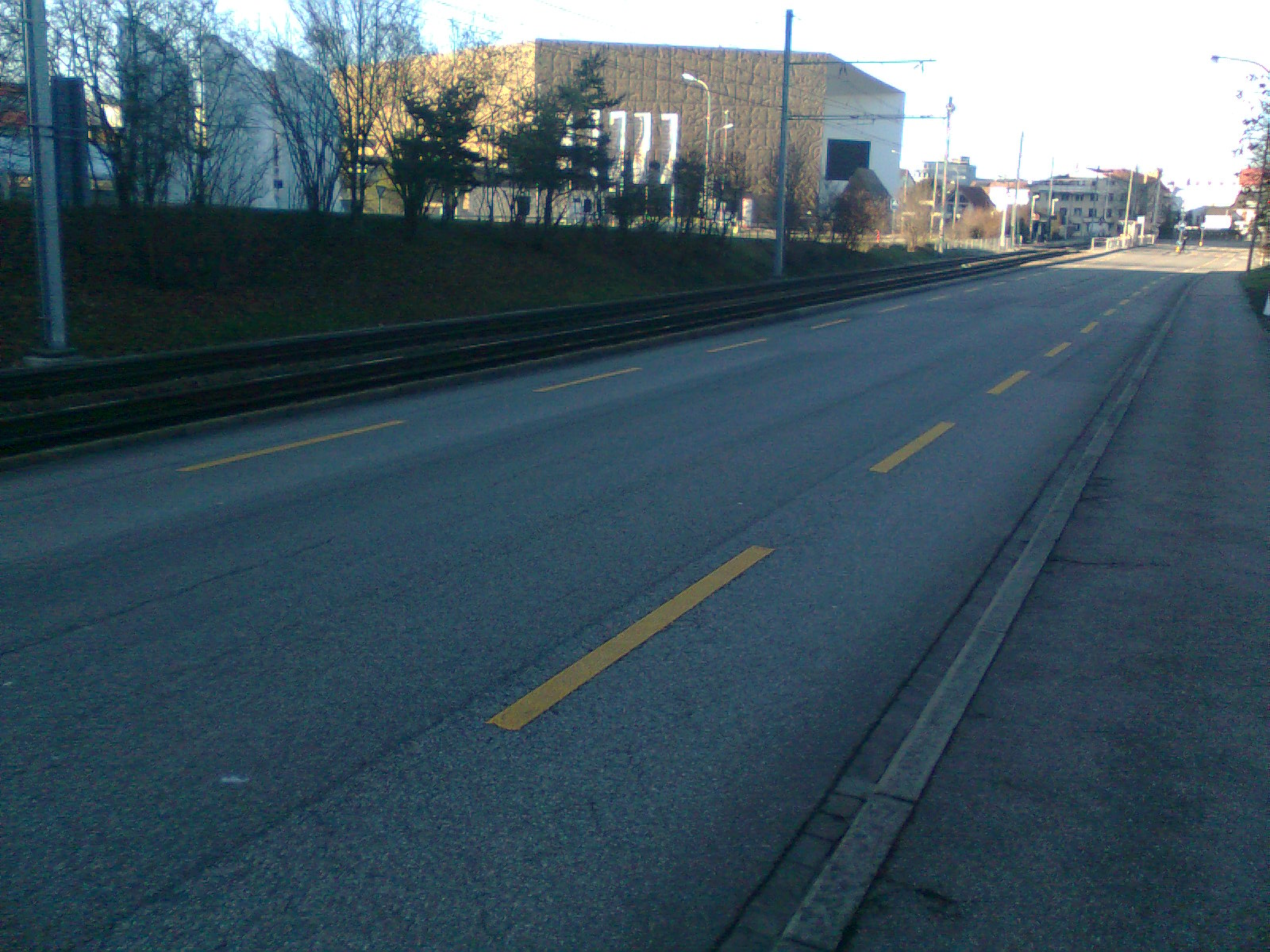
Kernfahrbahn in Münchenstein

Kernfahrbahn bezeichnet in der Schweiz eine Strasse, auf der beidseitig ein Radstreifen, aber keine Leitlinie in der Fahrbahnmitte aufgebracht ist. Sie erhöht in bestimmten Situationen die Verkehrssicherheit für Radfahrer, da sich Autofahrer nicht mehr an der Leitlinie in der Mitte der Fahrbahn orientieren, was zu einem zu geringen Sicherheitsabstand beim Überholen führen kann.
Wenn kein Fahrradfahrer in Sichtweite ist, kann der Fahrradstreifen befahren werden. Beim Überholen weicht man weiter in die Mitte der Strasse aus, als wenn dort eine Leitlinie wäre. Ein eventuell entgegenkommendes Fahrzeug hat durch den Fahrradstreifen auf seiner Seite noch ausreichender Platz zu passieren.

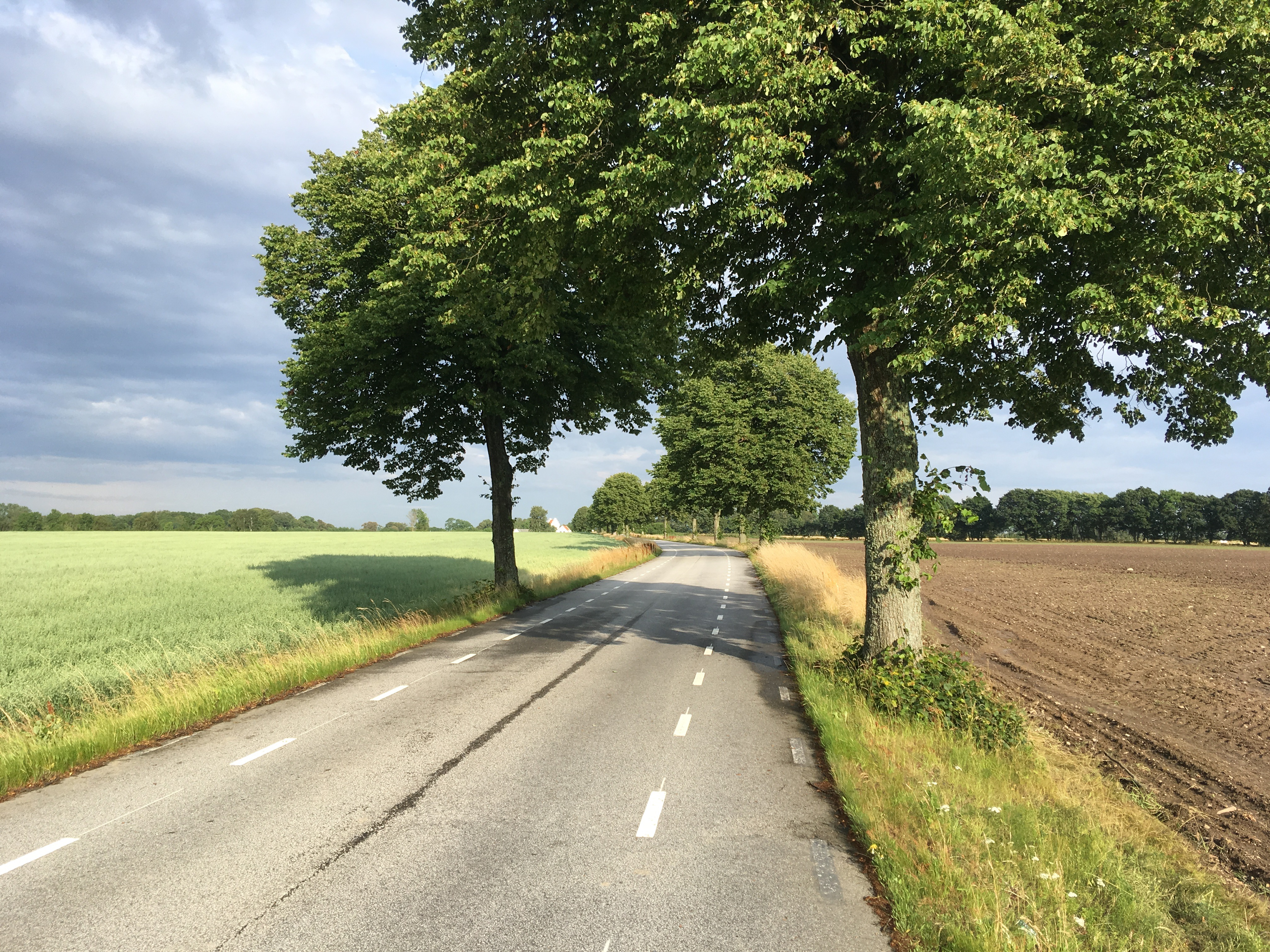
Bymiljöväg bei Allerum, Schweden

Kernfahrbahnen werden vorwiegend auf Haupt- und Nebenstrassen 2. Klasse eingesetzt. Seit 2016 sind Kernfahrbahnen nur noch innerorts erlaubt.

Schema in Dänemark und Schweden

Vergleichbare Konzepte sind in Dänemark als 2 minus 1 vey und in Schweden als bymiljöväg bekannt. Im Unterschied zur Schweiz sind Autofahrer dort gehalten in der Fahrbahnmitte zu fahren und nur bei Gegenverkehr auf den Fahrradstreifen auszuweichen. Außerdem darf der Schutzstreifen auch von Fussgängern genutzt werden.
Erste Evaluierungen aus Dänemark 2012 ergaben, dass durch Zwei-minus-eins-Wege der Fahrradverkehr einer Gegend um bis zu 50 Prozent zunahm. Gleichzeitig nahm die Durchschnittsgeschwindigkeit der Autos deutlich ab, was als Verbesserung der Verkehrssicherheit gewertet wurde. Weiterhin wurden die Unterhaltungskosten im Vergleich zu einfachen Nebenstraßen mit separaten Radwegen verringert.
Ein „2 minus 1 vej“ wird häufig mit zusätzlichen verkehrsberuhigenden Maßnahmen versehen, zum Beispiel Bremsschwellen (dän. Bump). Die zulässige Höchstgeschwindigkeit kann auf 40 oder 50 km/h begrenzt sein.

## Belege
1. ↑  Regeln für den Veloverkehr. In: Pro Velo Schweiz. Archiviert vom Original (nicht mehr online verfügbar) am 24. Januar 2017; abgerufen am 24. Januar 2017.
2. ↑  Torben Arent: Trafikforvirring: 2 minus 1 er svært for bilister. 18. Mai 2021, abgerufen am 25. Oktober 2023 (dänisch).
3. ↑  Bymiljöväg för bättre trafiksäkerhet. Abgerufen am 25. Oktober 2023 (schwedisch).
4. ↑  Gitte Merstrand: 2 minus 1. En cykelfacilitet med lave omkostninger (Memento vom 17. Oktober 2015 im Internet Archive) Fallanalyse Kommune Silkeborg, abgerufen am 3. November 2015.